# Tetanola polita
Tetanola polita là một loài bọ cánh cứng trong họ Cerambycidae.